# Georg Adam Franz von Gaschin

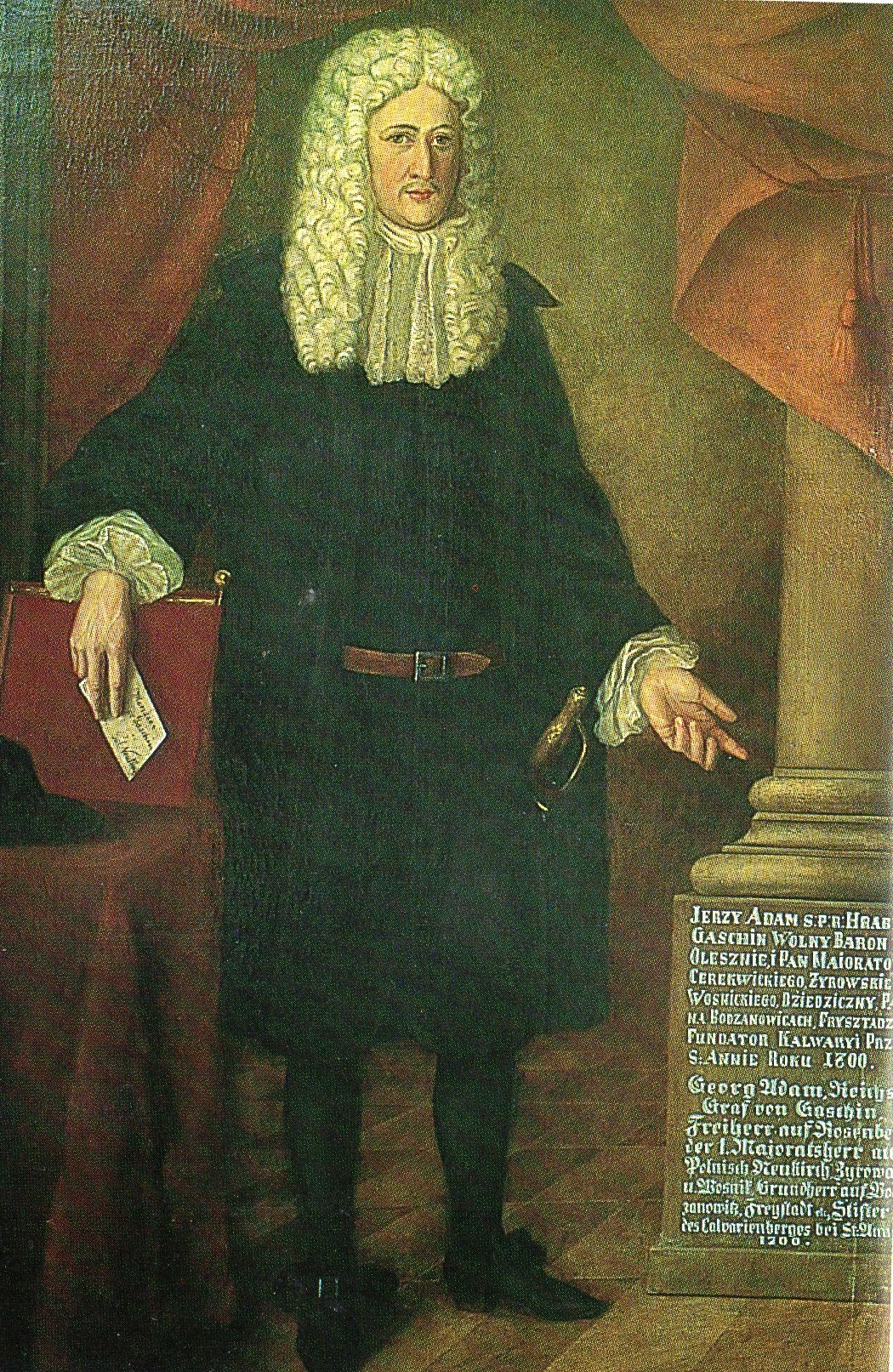
Gemälde des Georg Adam von Gaschin (1643–1719) etwa um 1700, heute in der Kreuzkapelle auf dem Annaberg/Oberschlesien

Georg Adam Franz von Gaschin Reichsgraf von Gaschin, Freiherr auf Rosenberg (* 1643; † 1719) war Landeshauptmann der böhmischen Fürstentümer Ratibor und Oppeln.

## Leben
Georg Adam Franz von Gaschin entstammte dem schlesischen Adelsgeschlecht Gaschin. Sein Vater war Johann Georg von Gaschin – Bruder von Melchior Ferdinand von Gaschin.
Wie seine beiden Brüder studierte er an der katholischen Universität in Löwen. Er war Teil einer Reisegruppe, an der mehrere schlesische Adelssöhne teilnahmen, und war 1660 Direktor der „Deutschen Nation“ der Universität. Danach absolvierte er eine Kavalierstour zur weiteren Ausbildung und soll auch am Hof seines Landesherrn Leopolds I. gedient haben. 1673 heiratete er am Kaiserhof Maria Josepha Gräfin von Saurau. Durch die mit der Heirat verbundenen Beziehungen bekam die Familie Zugang zu den wichtigen Netzwerken des höfischen Adels. Aus der Ehe gingen drei Söhne hervor. Später heiratete er in zweiter Ehe Maria Isabella von Lobkowitz, Witwe des Adam Matthias Graf Trautmannsdorff. Dieser Ehe entstammte ein weiterer Sohn.
Nach dem Tod seines kinderlos verstorbenen Onkels wurde er Erbe des von diesem errichteten Fideikommisses. Im Jahr 1695 wurde er Landeshauptmann der Fürstentümer Oppeln und Ratibor. Er war außerdem kaiserlicher Kämmerer und wirklicher Geheimer Rat. Während seiner Zeit erreichte der Fideikommiss der Familie seinen größten Umfang. Über fünfzig Besitzungen und Güter gehörten dazu.
Am St. Annaberg, der seiner Familie gehörte, ließ er einen Kalvarienberg errichten, der nach dem Vorbild der Kalwaria-Zebrzydowska geschaffen wurde. Den Entwurf schuf der in Oppeln lebende, italienische Architekt Domenico Signo. Zwischen 1700 und 1709 entstanden drei große und dreißig kleinere Kapellen.
Ein Bildnis in der Kreuzkirche auf dem Annaberg erinnert an ihn.